# House of Gaga
House of Gaga es una galería de arte contemporáneo fundada en 2008 en la Ciudad de México por Fernando Mesta.

## Historia
En 2008, después de trabajar en las galerías Air de París y Kurimanzutto, así como en el colectivo Perros Negros, Fernando Mesta abrió las puertas de House of Gaga en la Ciudad de México. La exposición inaugural “Capitalism is not working” de Claire Fontaine exploraba la tensa relación entre arte y mercado.
Desde sus inicios, House of Gaga ha tenido como propuesta representar a artistas locales e internacionales de diferentes generaciones.

### Archivo Juan José Gurrola
Juan José Gurrola (México, 1935-2007) fue un artista multifacético, quizá más recordado por su película de parodia policiaca “Llámenme Mike” (1979), pero que cuenta con mucho más obra que ha caído en el olvido.
En un esfuerzo por rescatar la obra, Gaga, en colaboración con el curador Mauricio Marcín, presentó “La Mazeta, primera muestra de obra anti-kinética” donde se exhibieron por primera vez una selección de 30 dibujos de los 102 que Juan José Gurrola realizó de un solo tiro en una noche de agosto de 1979.
A partir de este proyecto, se formó un archivo junto con la Fundación Gurrola A.C. donde se puede acceder a documentos sobre las prácticas de Gurrola, como guiones de cine, poesía inédita, fotografías, carteles de las obras de teatro que montó, fotografías de exposiciones de artes visuales, traducciones, textos, videos, fotografías, etcétera. 
Gaga también se ha dedicado a registrar más de 300 obras provenientes de diferentes colecciones particulares y de la Fundación Gurrola A.C. para crear un catálogo del artista.

### Todos los originales serán destruidos
Gaga, en colaboración con el poeta Luis Felipe Fabre, organizaron una exposición donde invitaron a varios poetas a elaborar piezas alrededor de la poesía y la economía. La iniciativa pretendía generar una relación más cercana entre prácticas "distintas".
Los poetas que participaron fueron Luigi Amara, Luis Felipe Fabre, Rodrigo Flores Sánchez, Inti García Santamaría, Enrique González Martínez, Maricela Guerrero, Sergio Loo, Mónica Nepote, Xitlalitl Rodríguez Mendoza, Daniel Saldaña París, Jorge Solís Arenazas, Alejandro Tarrab e Ismael Velázquez Juárez.

## Los Ángeles
House of Gaga tuvo una sede en la ciudad de Los Ángeles de 2017 a 2025 donde se presentaron exposiciones de Peter Fischli, Vivian Suter, y Cosima von Bonin, entre otros.

## Guadalajara
En 2023, House of Gaga abrió una sede en  Guadalajara con “Idol Factory” de Julien Ceccaldi. 

## Artistas de la galería
- ASMA
- Julien Ceccaldi
- Nicolas Ceccaldi
- Marc Camille Chaimowicz[5]
- Jay Chung & Q Takeki Maeda
- Bernadette Corporation
- Peter Fischli
- Raúl Guerrero
- Juan José Gurrola
- Karl Holmqvist
- Alex Hubbard[6]
- Karla Kaplun
- Nina Könnemann
- Mathieu Malouf[7]
- Danny McDonald[8]
- Fernando Palma[9]
- Ana Pellicer
- Sam Pulitzer
- Guillermo Santamarina
- Josef Strau[10]
- Emily Sundblad
- Vivian Suter[11]
- Anna Uddenberg
- Cosima von Bonin[12][13]
- Antek Walczak[14]